# 八号镇
八号镇，是中华人民共和国吉林省长春市榆树市下辖的一个乡镇级行政单位。

## 行政区划
八号镇下辖以下地区：
八号村、六号村、七号村、九号村、十号村、十一号村、十五号村、十八号村、保民村、健民村、双山村、田家村、大岗村、西胜村、双利村、兴国村、万发村、双富村、二十号村和北沟村。